# Geokronologi
| Geokronologi                 | Geokronologi         | Geokronologi  | Geokronologi      |
| Eon                          | Era                  | Period        | Miljoner år sedan |
| ---------------------------- | -------------------- | ------------- | ----------------- |
| Fanero- zoikum               | Kenozoikum           | Kvartär       | 2,6–0,0           |
| Fanero- zoikum               | Kenozoikum           | Neogen        | 23–2,6            |
| Fanero- zoikum               | Kenozoikum           | Paleogen      | 66–23             |
| Fanero- zoikum               | Mesozoikum           | Krita         | 145–66            |
| Fanero- zoikum               | Mesozoikum           | Jura          | 201–145           |
| Fanero- zoikum               | Mesozoikum           | Trias         | 252–201           |
| Fanero- zoikum               | Paleozoikum          | Perm          | 299–252           |
| Fanero- zoikum               | Paleozoikum          | Karbon        | 359–299           |
| Fanero- zoikum               | Paleozoikum          | Devon         | 419–359           |
| Fanero- zoikum               | Paleozoikum          | Silur         | 444–419           |
| Fanero- zoikum               | Paleozoikum          | Ordovicium    | 485–444           |
| Fanero- zoikum               | Paleozoikum          | Kambrium      | 541–485           |
| Protero- zoikum              | Neo- proterozoikum   | Ediacara      | 635–541           |
| Protero- zoikum              | Neo- proterozoikum   | Kryogenium    | 720–635           |
| Protero- zoikum              | Neo- proterozoikum   | Tonium        | 1000–720          |
| Protero- zoikum              | Meso- proterozoikum  | Stenium       | 1200–1000         |
| Protero- zoikum              | Meso- proterozoikum  | Ectasium      | 1400–1200         |
| Protero- zoikum              | Meso- proterozoikum  | Kalymmium     | 1600–1400         |
| Protero- zoikum              | Paleo- proterozoikum | Staterium     | 1800–1600         |
| Protero- zoikum              | Paleo- proterozoikum | Orosirium     | 2050–1800         |
| Protero- zoikum              | Paleo- proterozoikum | Ryacium       | 2300–2050         |
| Protero- zoikum              | Paleo- proterozoikum | Siderium      | 2500–2300         |
| Arkeikum                     | Neoarkeikum          |               | 2800–2500         |
| Arkeikum                     | Mesoarkeikum         |               | 3200–2800         |
| Arkeikum                     | Paleoarkeikum        |               | 3600–3200         |
| Arkeikum                     | Eoarkeikum           |               | 4000–3600         |
| Hadeikum                     |                      |               | 4600–4000         |
| Jorden bildas                | Jorden bildas        | Jorden bildas | tidigare          |
| Se även Geologisk tidsskala. |                      |               |                   |

Geokronologi är vetenskapen om datering av geologiska enheter (berg- och jordartenheter). Inom geokronologin arbetar man även med att bestämma tidssekvenser i jordens geologiska utveckling.
Den del av geokronologin som behandlar den numeriska indelningen av geologisk tid kallas geokronometri.

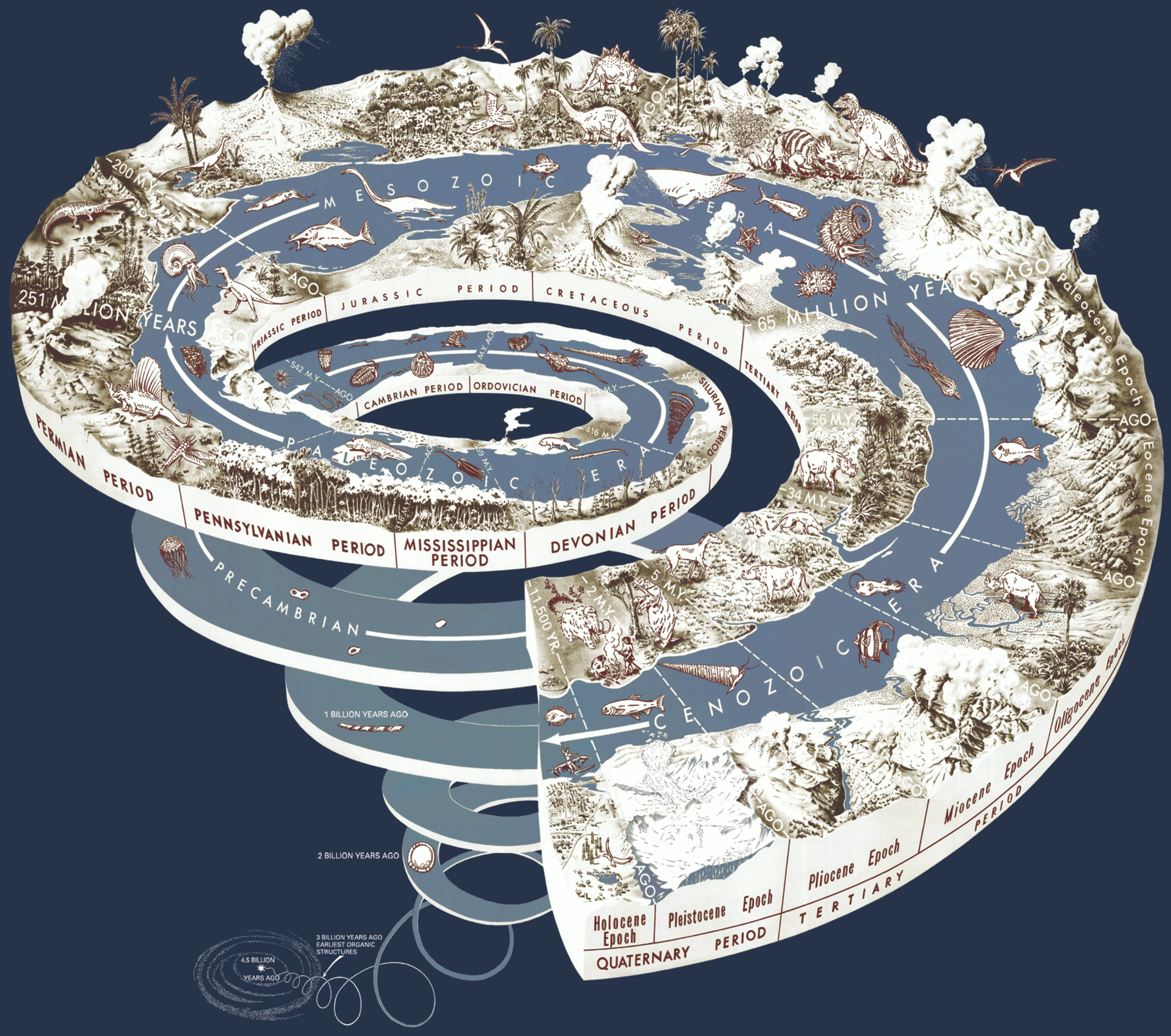
Geologisk tidsaxel

## Geokronologiska enheter
Ordet tidsålder används ofta som en generell term för långa geologiska tidsintervall. Inom geologin har det också utvecklats ett system av enheter för olika långa tidsintervaller. Dessa bildar ett hierarkiskt system enligt tabellerna nedan. En eon delas in i flera eror, en era delas in i perioder, osv. För de senaste 540 miljoner åren har den Internationella kommissionen för stratigrafi nästan fullt ut definierat och namngivit fem nivåer i systemet (från eoner till åldrar), medan systemet är mindre djupt för äldre tidsåldrar där kunskapen är mindre.
| Lagerföljder inom kronostratigrafi | Tidsintervall inom geokronologi | Ändelser för svenska namn | Exempel                | Antal namngivna |
| ---------------------------------- | ------------------------------- | ------------------------- | ---------------------- | --------------- |
|                                    | Supereon                        | -                         | Prekambrium            | 1 supereon      |
| Eonotem                            | Eon                             | -ikum                     | Arkeikum               | 4 eoner         |
| Eratem                             | Era                             | -ikum                     | Kenozoikum             | 10 eror         |
| System                             | Period                          | -ogen, -ium, -            | Neogen, Kambrium, Jura | 22 perioder     |
| Serie                              | Epok                            | -ocen, -                  | Eocen, Wenlock         | 37 epoker       |
| Etage                              | Ålder                           | -                         | Flo, Sandby            | 95 åldrar       |
| Kronozon                           | Kron                            | -                         |                        | Inga officiella |

| Lagerföljder inom kronostratigrafi | Tidsintervall inom geokronologi | Exempel                 | Kommentar                           |
| ---------------------------------- | ------------------------------- | ----------------------- | ----------------------------------- |
| Övre                               | Yngre                           | Övre jura = Yngre jura  | Nya sedimentlager hamnar överst     |
| Mellersta                          | Mellersta                       | Mellersta jura          |                                     |
| Undre                              | Äldre                           | Undre jura = Äldre jura | De äldsta sedimenten ligger underst |